# 中文化軟體聯盟
中文化軟體聯盟是台灣一个網路組織，英文名CPATCH，旨在提供一個軟體中文化作者交流的良好平台。該聯盟的成員平常可以利用郵件列表或論壇的方式討論中文化相關技術，每個成員也會擁有自己的Email和FTP帳號，供上傳中文化作品到聯盟的FTP站。
中文化軟體聯盟有很多镜像以提供快速的網路頻寬，也有熱心且技巧卓越的網管高手幫忙維護網頁和FTP站點，讓好的中文化作品有好的平台可以安置。

## 外部連結
- 中文化軟體聯盟官方網站* （页面存档备份，存于）
- 中文化軟體聯盟－檔案下載（页面存档备份，存于）
- 義守大學檔案伺服器（網路存檔）
- 中山大學檔案伺服器（網路存檔）